# Script Doctor
Ein Script Doctor ist ein Drehbuchautor, der mangelhafte Filmdrehbücher (englisch scripts) in kurzer Zeit „repariert“, sodass die Produktion eines Filmes rechtzeitig starten kann. In manchen Fällen kommt der Script Doctor erst während des Drehs zum Einsatz. 
Im Unterschied zu „normalen“ Drehbuchautoren werden Script Doctors oft nicht im Abspann des Films genannt, bei dem sie mitgewirkt haben, obwohl sie möglicherweise für wesentliche dramaturgische Änderungen gesorgt haben, da nur ein geringer Anteil am Gesamttext von ihnen stammt. Allerdings werden bisweilen auch mehrere Script Doctors nacheinander in einem Projekt verschlissen, bis die Ausarbeitung das Gefallen der Produzenten findet. Als Script Doctors bekannt sind unter anderem William Goldman, John Sayles, Joss Whedon und Carrie Fisher.